# Ryōka Yuzuki
Ryōka Yuzuki (柚木 涼香, Yuzuki Ryōka), née le 10 janvier 1974 à Anjō au Japon, est une seiyū (doubleuse japonaise).

## Biographie
Ryōka Yuzuki a joué dans beaucoup de films quand elle était adolescente, sous le nom Ayumi Nagashii (永椎　あゆみ, Nagashii Atumi). Elle est devenue ensuite une idole, se faisant appeler Kanori Kadomatsu (角松 かのり, Kadomatsu Kanori) et a fait des apparitions dans des magazines pour hommes et dans le V-Cinema. Plusieurs de ses films étaient très explicites au niveau de la violence, du sexe et de la nudité. Pour sortir de ces genres et revenir à un cinéma plus conventionnel, elle a brièvement repris son nom Ayumi Nagashii et a commencé à travailler occasionnellement sur les anime en tant que seiyū. Le 1er novembre 1998, elle a de nouveau changé son nom en Ryōka Yuzuki et se concentre maintenant principalement sur son travail de doublage.
Sa jeune sœur est une dessinatrice de comic strip pour adulte.

## Anime
- Ino Yamanaka dans Naruto
- Ai dans Cool Devices Operation 01: Curious Fruit
- Momone dans Momone
- Meifon Li dans Angel Links
- Alice Sharome dans Dual! Parallel Trouble Adventure
- Nakuru Akizuki/Ruby Moon dans Cardcaptor Sakura
- Tetsuko dans The Super Milk-chan Show
- Marie dans Sister Princess
- Midori Mano, les sœurs Momoi, Chiasa Kurihara, Kushatohn dans Brigadoon
- Reiha dans Samurai Girl: Real Bout High School
- Arashi Kishu dans X-TV
- Minagi Tohno dans Air
- Naomi Armitage dans Armitage III: Poly-Matrix
- Takako Shimizu dans Chobits
- Claire Mitsunaga dans Daphne in the Brilliant Blue
- Shoko Akimoto dans Koi Kaze
- Haruka Suzushiro dans My-HiME
- Haruka Armitage dans My-Otome
- Shamal dans Magical Girl Lyrical Nanoha A's
- Lion Gunta dans Night Wizard The ANIMATION
- Rachael dans Glass no Kantai - La Légende du vent de l'univers
- Erurū dans Utawarerumono
- Tokiko Tsumura dans Buso Renkin
- Princess Tsuyu (Ep.8) dans Inu-Yasha
- Maya dans le film One Piece: La malédiction de l'épée sacrée
- Risa Momioka dans To Love-ru
- Temari dans Shugo Chara!
- Satsuki Kiryūin dans Kill la Kill

## Drama CD
- Jenova dans Final Fantasy VII: Jenova Project

### Jeux vidéo
- Arcueid Brunestud et Neco Arc dans Melty Blood
- Dominique Cross dans The Bouncer
- Reala dans Tales of Destiny 2
- Chiharu Arisugawa dans You're Under Arrest
- Haruka Armitage dans Mai-Otome: Otome Butoushi!!
- Shamal dans Magical Girl Lyrical Nanoha A's Portable Battle of the Aces

## Drama
- Shiomi Kanagawa dans Sakura no Sono (The Cherry Orchard)
- Yūko Itō dans Happy End Story
- Girl at Railroad Crossing dans All Night Long
- Rie dans Tokyo Babylon 1999
- Kazumi Tanaka dans Eko Eko Azarak: Wizard of Darkness
- Yuna Katsuki dans The Gigolo Dochinpira
- Sayaka Mizukami dans All Night Long 2: Atrocity
- Saotome Fumie dans Angel of Darkness 3
- Keiko Mukai dans Labyrinth: The Invisible Man
- Sanae Ishihara dans Voyeurs, Inc.
- Nomura Hitomi dans All Night Long 3: The Final Chapter
- La femme masquée  dans Black Jack 2: Pinoko Ai shiteru

## Doublage (Films)
- Blackarachnia, NaviCo, et Una dans Beast Wars & Beast Wars Returns
- Regan McNeill dans The Exorcist: Director's Cut
- Barbie dans Barbie in the Nutcracker, Barbie as Rapunzel, et Barbie of Swan Lake
- Little Miss Magic, Little Miss Stubborn et Little Miss Sunshine dans Mr. Men and Little Miss
- Nicole dans The New Adventures Of Madeline
- Betty Cooper dans The Archies in Jugman
- Amy Miller dans Swimfan
- Tracy Louise Freeland dans Thirteen